# Кати Фрийман
Катрин Астрид Салоуми Фрийман (на английски: Catherine Astrid Salome Freeman) е австралийска лекоатлетка.
Постигнала е най-големи успехи в бягането на 400 m, като печели 2 световни първенства и златен олимпийски медал в тази дисциплина. Тя е аборигенка и със своята популярност е сред символите на аборигенската общност.
Кати Фрийман е родена в Макий, Куинсланд през 1973 г. Печели Австралийското първенство в бягането на 200 м през 1990 г., а по-късно същата година взима и златен медал на Игрите на Общността на нациите в щафетата 4 x 100 m. Първият ѝ златен медал в бягането на 400 м е на Игрите на Общността през 1994 г. Завоюва сребърен медал на Олимпиадата в Атланта през 1996 г., след което печели 2 поредни пъти Световното първенство през 1997 и 1999 г. Златен медал печели и на Олимпиадата в Сидни през 2000 г.
След Олимпиадата в Сидни Кати Фрийман прекъсва за известно време състезателната си активност. Прави опит да я поднови, но не постига успех и официално се отказва от бягането през 2003 г.